# Gambia en los Juegos Olímpicos de Los Ángeles 1984
Gambia estuvo representada en los Juegos Olímpicos de Los Ángeles 1984 por diez deportistas, seis hombres y cuatro mujeres, que compitieron en atletismo.
El portador de la bandera en la ceremonia de apertura fue el atleta Oumar Fye. El equipo olímpico gambiano no obtuvo ninguna medalla en estos Juegos.